# Menfi
Menfi – miejscowość i gmina we Włoszech, w regionie Sycylia, w prowincji Agrigento.
Według danych na styczeń 2010 gminę zamieszkiwało 12 911 osób przy gęstości zaludnienia 114 os./1 km².

## Miasta partnerskie
- Canelli
- Chivilcoy
- Ettlingen